# Zisterne

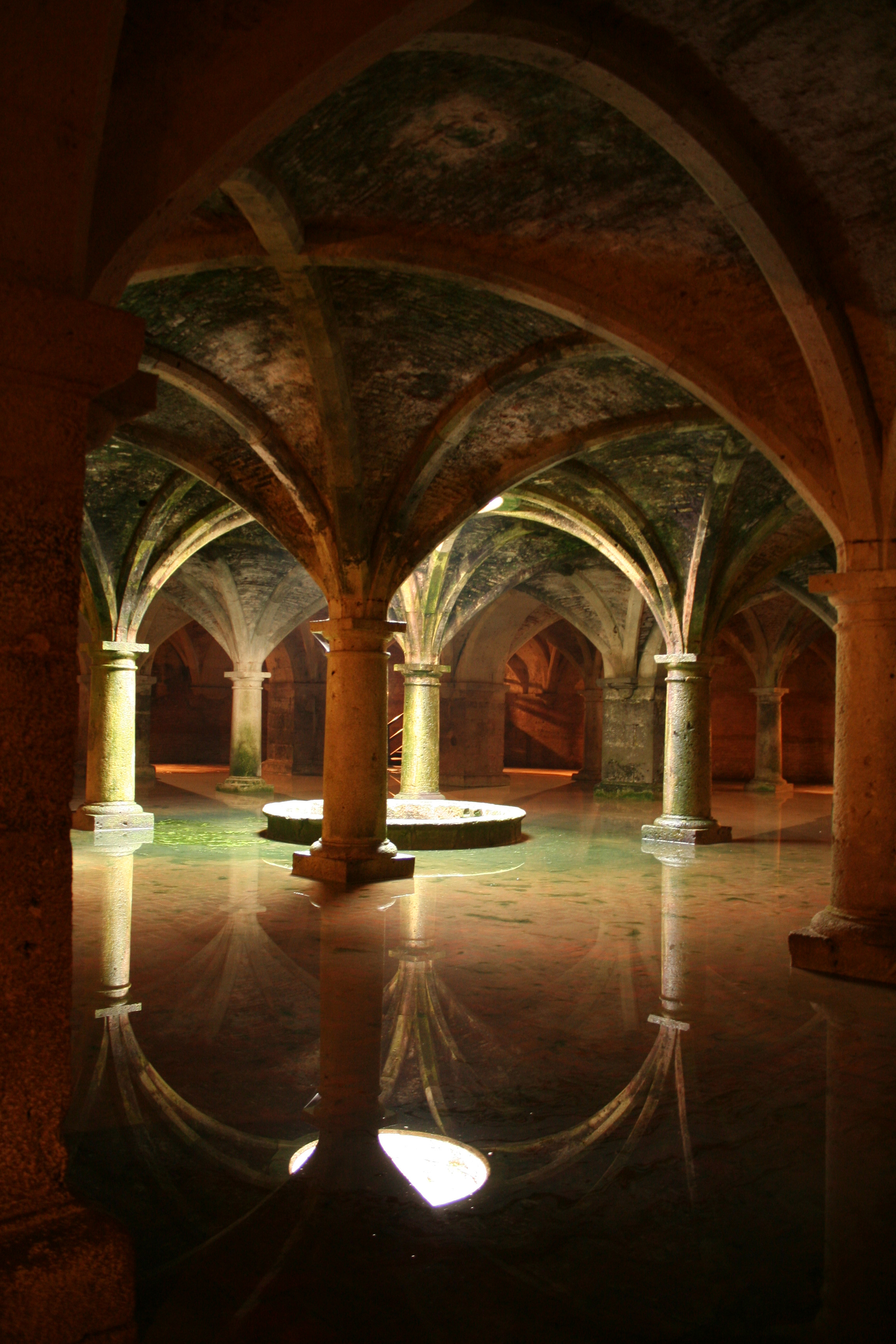
Zisterne der ehemals portugiesischen Festung El Jadida in Marokko

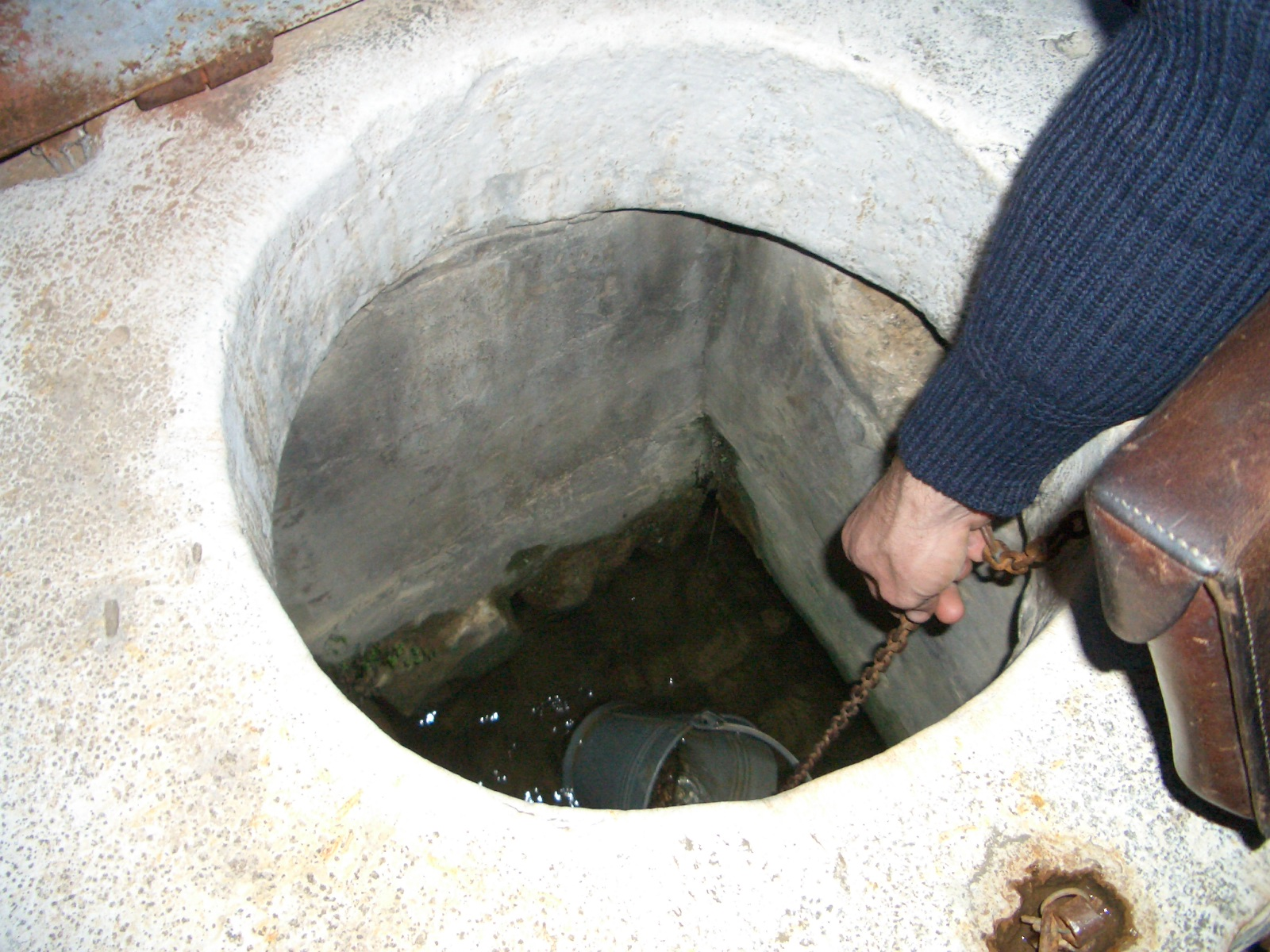
Wasserholen aus einer Zisterne

Eine Zisterne (lat. cisterna für „unterirdischer Wasserbehälter“) ist ein unterirdischer oder abgedeckter Sammelbehälter für Trink- oder Nutzwasser.

## Vorgeschichte
Die Nutzung von Zisternen lässt sich bis in die Jungsteinzeit zurückverfolgen, als man in der Levante, in Lebwe und Ramad Zisternen aus Kalkputz in die Hausfußböden einbaute. Ende des 4. Jahrtausends v. Chr. waren Zisternen wesentliche Elemente des Wassermanagements, die in der Trockenlandwirtschaft eingesetzt wurden, wie auf dem Tell Jawa.

## Einsatzbereich
In Gebieten mit ungleichmäßigen Niederschlägen und schwer erreichbaren Grundwasservorkommen werden Zisternen als Pufferbehälter für die Wasserspeicherung für Haussysteme oder kleine Orte verwendet. Sie dienen dazu, den zugeleiteten Niederschlag oder das Oberflächenwasser zu speichern. In Gebieten mit Trockenperioden und felsigem Untergrund hängt von ihnen die gesamte Wasserversorgung ab, so dass dort eine Zivilisation ohne den Zisternenbau nicht möglich gewesen wäre.
Traditionen mit Zisternen gibt es zum Beispiel:
- bei buddhistischen Höhlenklöstern, später auch bei Bergforts in Indien
- in der Levante
- in Istanbul und Rom
- auf der Insel Pantelleria
- auf Malta
- auf den Balearischen Inseln (Sitjot)
- bei den nordamerikanischen Pueblo-Indianern Acoma
- in der Lagunen-Altstadt Venedig

Weit häufiger als Trinkwasser- sind heute Nutzwasserzisternen. Sie werden je nach Bauart auch als Rückhaltebecken bezeichnet. Im Jahr 2002 waren in Deutschland etwa 24.000 meist offene Regenrückhaltebecken in Betrieb. Im wasserreichen Mitteleuropa wird im Privathausbereich zunehmend Zisternenwasser als Betriebswasser für Waschmaschinen, Toiletten und Gartenbewässerung verwendet, da für diese Zwecke keine Aufbereitung nötig und die Qualität ausreichend ist. Bei unzureichender öffentlicher Wasserversorgung können Zisternen auch als Löschwasserreservoir dienen.

## Ausführungen

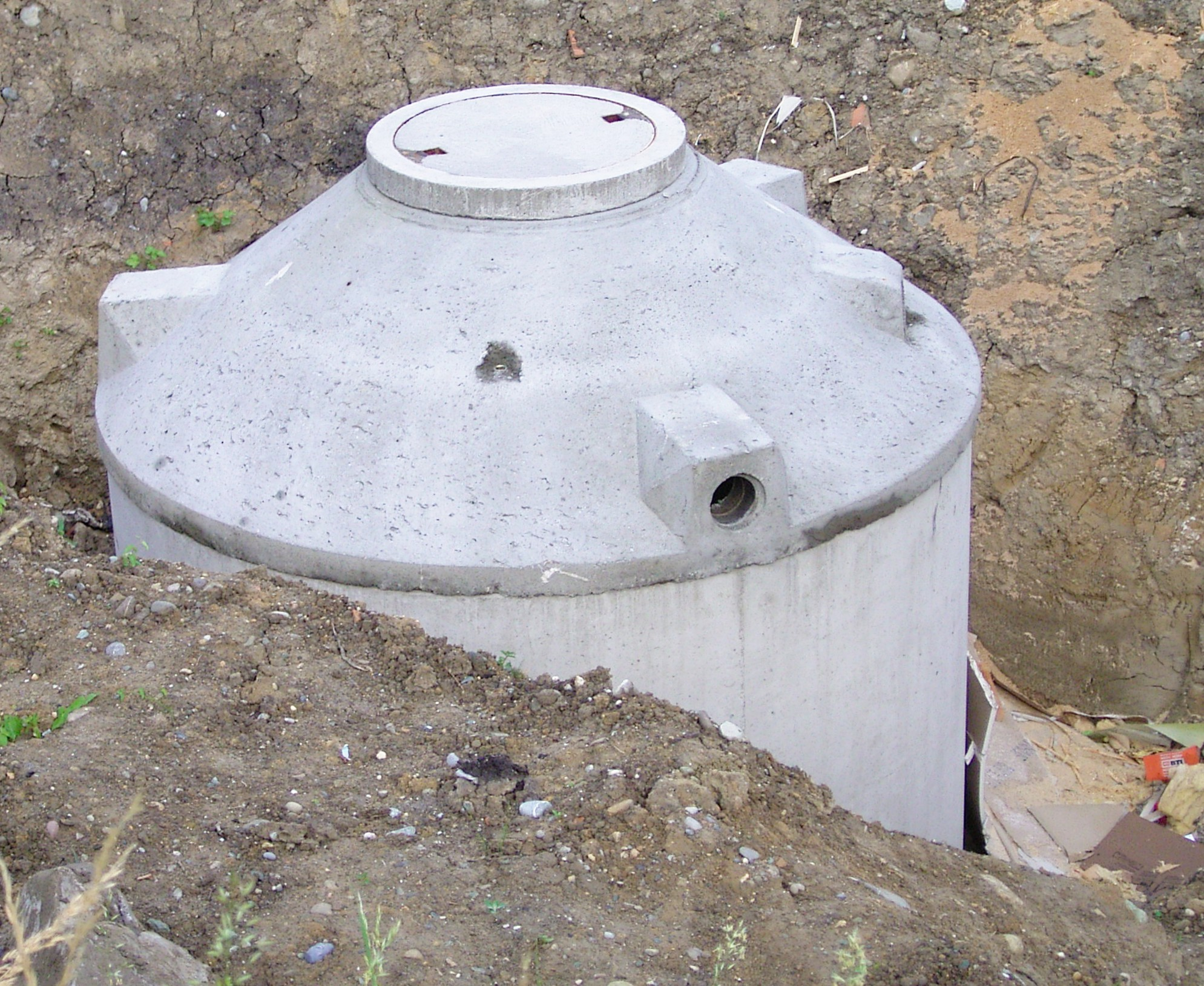
Betonzisterne

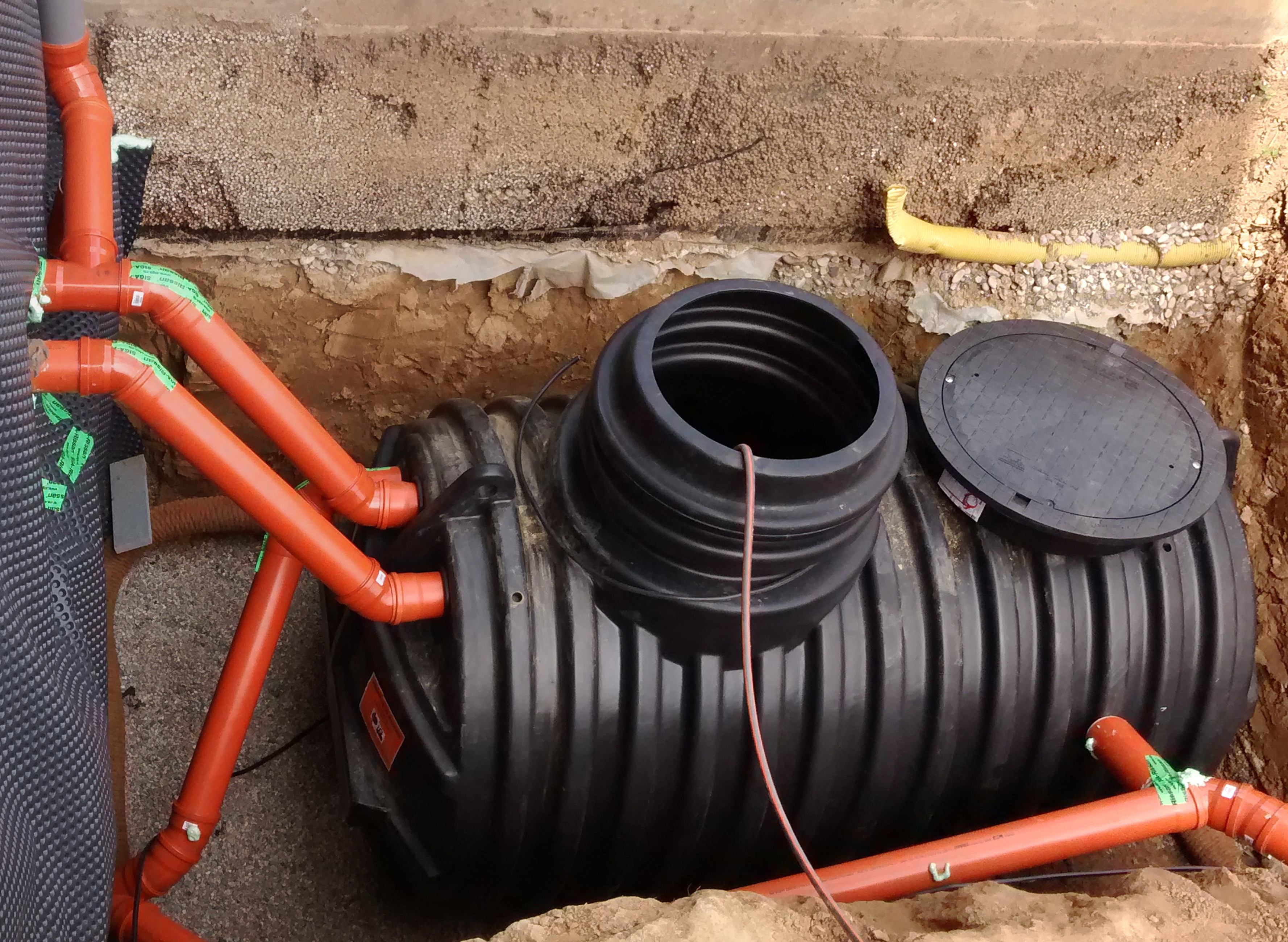
Regenwassertank/Kunststoffzisterne

Im mediterranen Raum werden seit über 7000 Jahren Zisternen angelegt. Oftmals sind sie aus großen Steinblöcken gefügt und mit einem Deckstein oder einer Deckenkonstruktion versehen, um eine Verschmutzung zu vermeiden. Das Erreichen des wechselnden Wasserstands wird durch eine Treppe oder durch geeignete Hebevorrichtungen sichergestellt.
Die historischen Baustoffe für Zisternen sind Mauerwerk oder Beton. Wenn möglich, hat man die Zisternen auch in den anstehenden Fels geschlagen. Heute sind komplette, fertige Behälter (1,5 bis 120 m³) aus Kunststoff (Polyethylen) oder Beton erhältlich. Sie dienen fast ausschließlich der Nutzung von Regenwasser.
Teilweise werden aufgelassene gereinigte Klärgruben oder gereinigte ehemalige Öltanks als Zisterne zur Gartenbewässerung verwendet.

## Wasserqualität
Regenwasser ist für den Trinkwasserbereich problematisch: In der Regel gelangt dieses mit Vogelkot, Laub, Staub und sonstigen Verunreinigungen versetzte Wasser ohne oder mit einer geringen Vorbehandlung in die Zisterne. Aufgrund der möglichen bakteriellen Belastung muss es mindestens gründlich entkeimt werden (z. B. durch Abkochen), ehe es als Trinkwasser geeignet ist.
Auch bei der Verwendung als Brauchwasser muss mit Geruchsproblemen gerechnet werden, weil organische Substanzen in der Zisterne in Fäulnis übergehen können.
Bei der Bewässerung des Gartens kann Regenwasser von Vorteil sein, da Regenwasser praktisch frei von Kalk ist.

## Geschichte

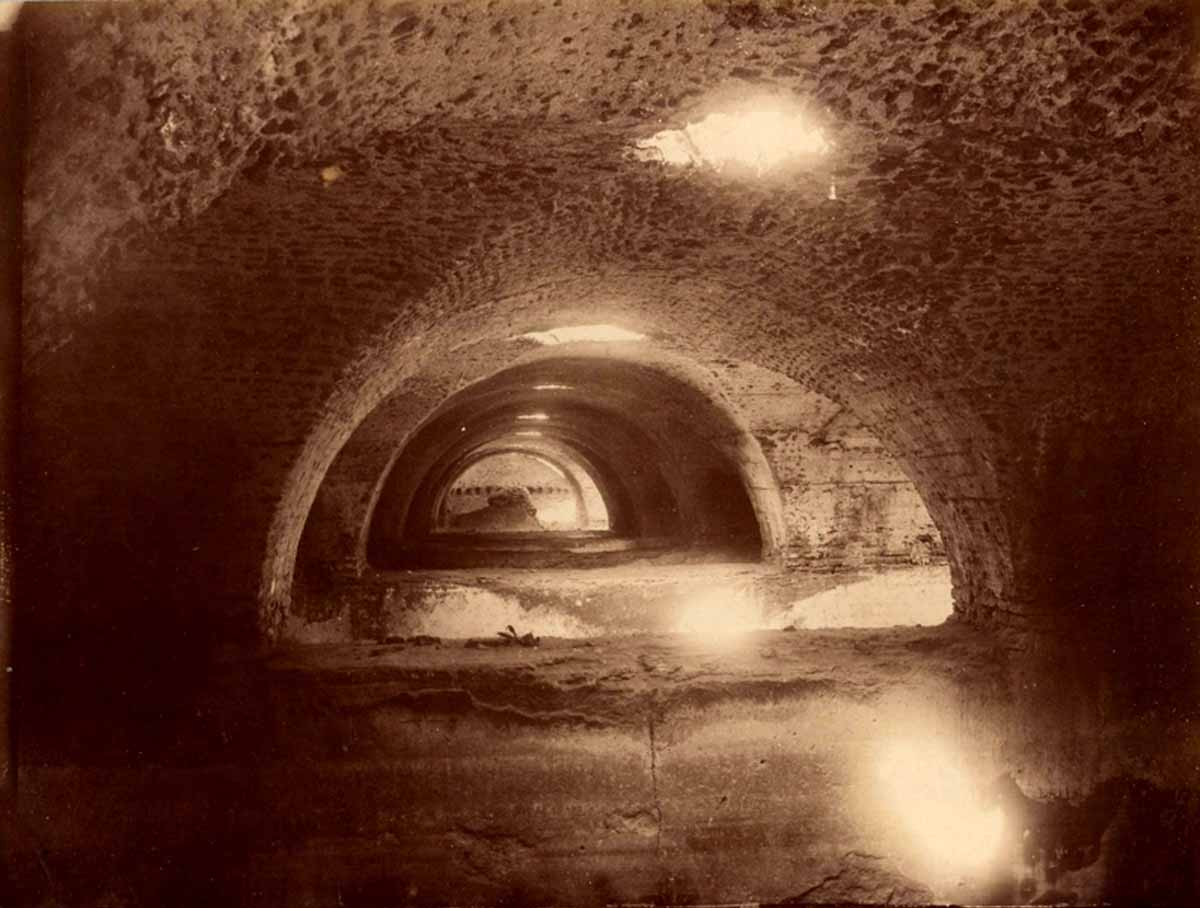
Zisterne von La Malga in Karthago, Aufnahme von 1930

Zisternen wurden bereits in der Stein- und Bronzezeit verwendet. Im Mittelalter findet man sie oft in Höhenburgen, da Burgbrunnen aufgrund des großen Höhenunterschiedes zum Grundwasser besonders aufwendig zu erstellen sind. Gleiches gilt für Festungen in der Neuzeit. Dabei ist zwischen Tankzisternen und Filterzisternen zu unterscheiden. Eine Filterzisterne wurde z. B. auf der Riegersburg in der Steiermark gebaut, wo eine Zisterne ins Lavagestein geschlagen wurde. Das Regenwasser wurde durch Sandfilter in der Zisterne gesammelt. Durch die Filter wurde das Regenwasser gereinigt und mit Mineralstoffen angereichert. Oftmals wurden Zisternen auch dort angelegt, wo eine von außerhalb in die Burg oder Festung führende Wasserleitung vorhanden war, da diese bei einer Belagerung vom Feind leicht zerstört werden konnte.
Zisternen und alle öffentlichen und Privatbrunnen mussten bei einem ausgebrochenen Brand unverzüglich geöffnet werden, um die Löschwasserentnahme sicherzustellen. Diesbezügliche Anordnungen wurden Anfang des 19. Jahrhunderts hinsichtlich der Brandverhütung gemäß baupolizeilichen Verordnungen in Textform erlassen. Beispielsweise erließ die herzoglich-nassauische Regierung im November 1826 eine solche Verordnung für ihr Herrschaftsgebiet.

## Herausragende Zisternen

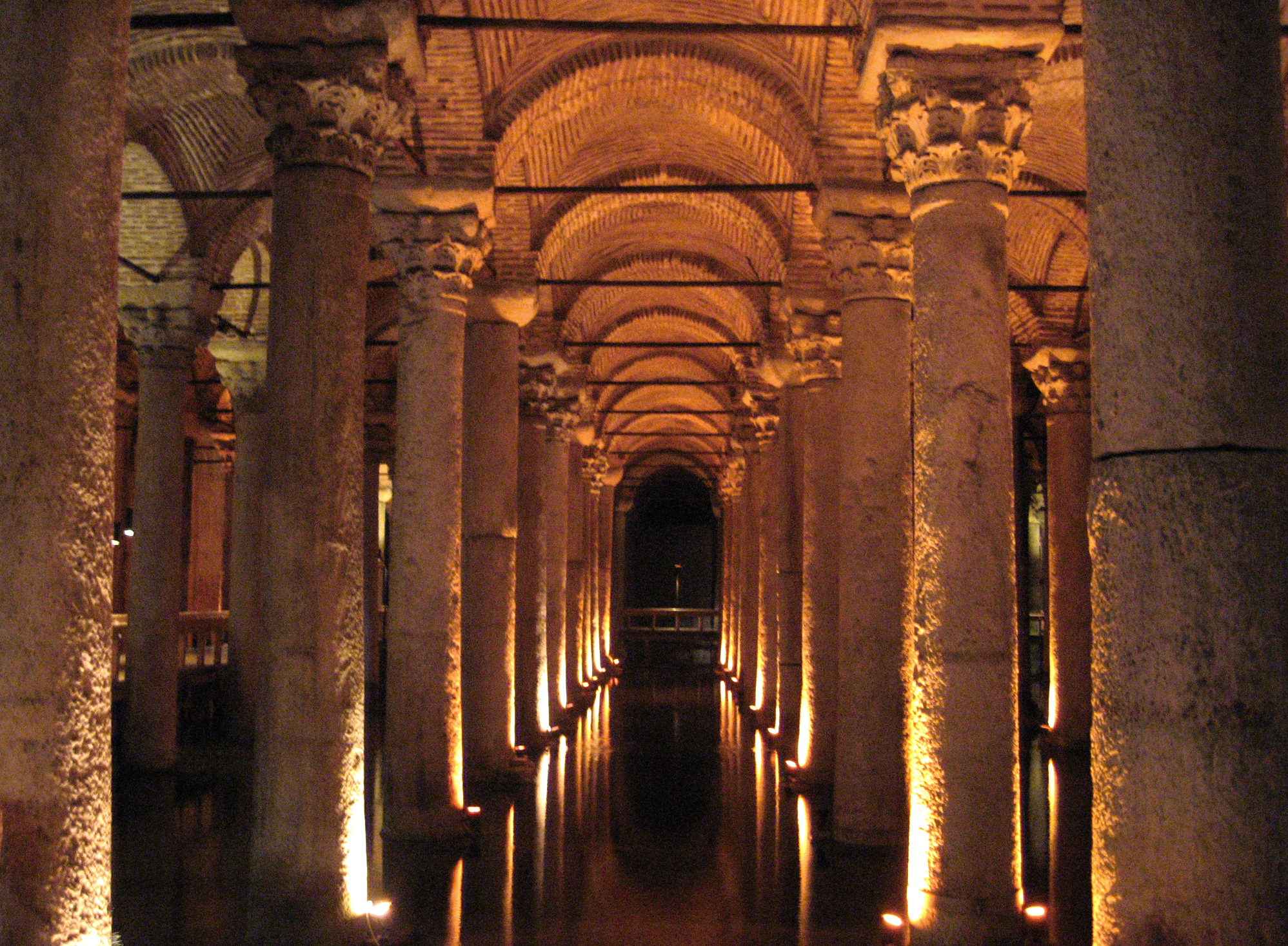
Yerebatan-Zisterne, Istanbul, 138 m × 65 m, 80.000 m³, Justinian I., 523–542,

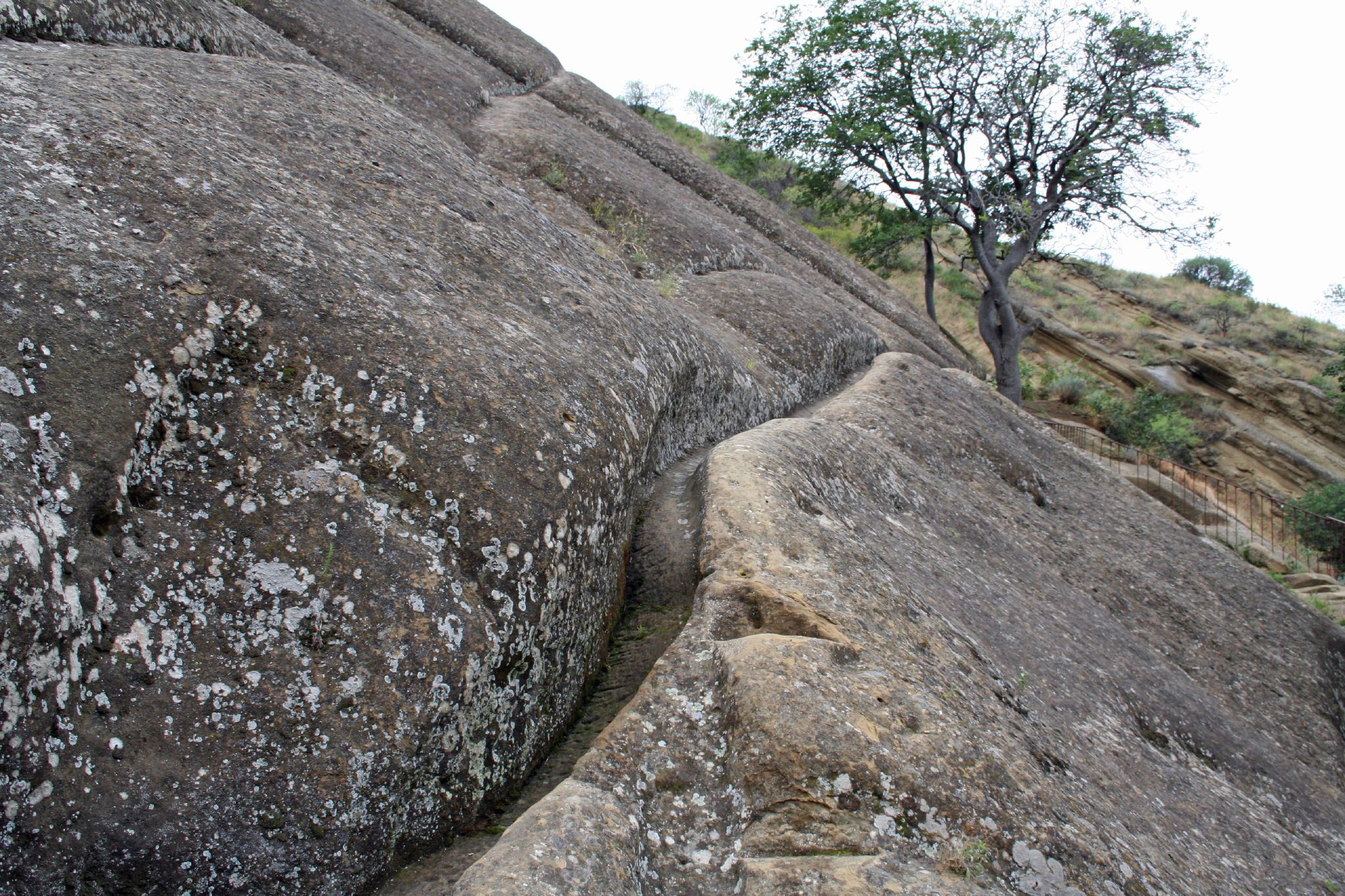
Wasserrinne oberhalb des georgischen Klosters Dawit Garedscha, die zum Zisternensystem führt.

Als eine der beeindruckendsten Zisternen gilt Yerebatan Sarnıcı in Istanbul (Drehort für den James-Bond-Film Liebesgrüße aus Moskau). Neben dieser ist die am höchsten Punkt der Altstadt von Cáceres in den Fels gehauene Zisterne, die sog. Aljibe von Cáceres, die größte der Welt. Im Jahr 1986 wurde dieser Ort in der spanischen Extremadura zum UNESCO-Weltkulturerbe ernannt. Ein weiterer gut erhaltener Aljibe ist der von Mérida.
Das arabische Wort „ǧubb“ für Zisterne wurde als „aljibe“ ins Spanische übernommen. Seine Bedeutung hat es bis heute bewahrt. Trotz der Konkurrenz des lat. „cisterna“ ist das Wort so vital, dass es auch auf moderne Begriffe wie „camión aljibe“ „Zisternenwagen“ übertragen worden ist. Ab der Reconquista, als man sich mit den Mauren kriegerisch auseinandersetzte, hatte das Wort eine weitere Bedeutung, nämlich „Verlies“, „Gefängnis“. Dies rührt daher, dass man die Gefangenen zu Tausenden in unterirdische Zisternengewölbe gesperrt hat, wie man sie heute noch eindrucksvoll im marokkanischen Meknès besichtigen kann. Mit dem Ende der Feindseligkeiten verschwand auch diese Wortbedeutung. Die usbekische Form der Zisterne ist der Sardoba, der aber auch durch Fließgewässer gespeist werden kann. Beeindruckend ist Malik Sardoba zwischen Samarkand und Buchara. Auf der Insel Pantelleria dienen einige punische Zisternen noch heute als Wasserspeicher. Sie sind durch ein kompliziertes Überlaufsystem miteinander verbunden und weisen eine langovale Form auf, wie sie aus punischen Niederlassungen bekannt ist. Möglicherweise bereits aus der Zeit der jemenitischen Himyariten stammt im Stadtteil Crater von Aden der Zisternenkomplex der Tanks von Tawila.